# Anupama Chopra

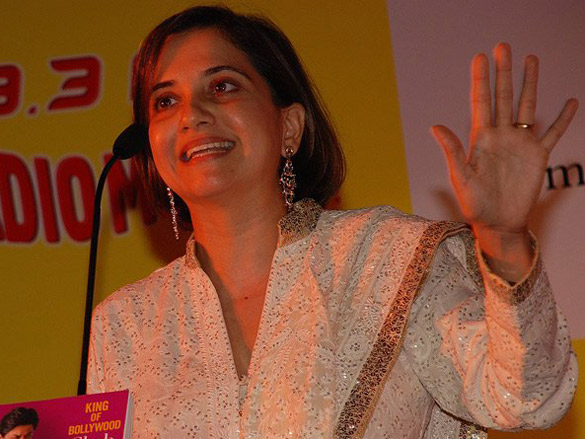
Anupama Chopra bei der Vorstellung ihres Buches King of Bollywood: Shah Rukh Khan, 2007

Anupama Chopra (* 31. Oktober 1962 in Kalkutta) ist eine indische Journalistin, Autorin und Filmkritikerin.
Sie ist fest bei New Delhi Television Limited und India Today, veröffentlicht aber auch in internationalen Medien. Als Buchautorin u. a. einer Shahrukh-Khan-Biografie wurde sie auch ins Deutsche übersetzt.
Für ihr Buch Sholay: The Making of a Classic erhielt sie 2001 einen National Film Award in der Kategorie „Best Book on Cinema“. Sie ist mit dem Regisseur Vidhu Vinod Chopra verheiratet.

## Bibliografie (Auswahl)
- Sholay: The Making of a Classic
- King of Bollywood - Shah Rukh Khan und die Welt des indischen Kinos. Rapid Eye Movies, 2008
- Dilwale Dulhania Le Jayenge